# Przejście graniczne Gadzowice-Rusín
Przejście graniczne Gadzowice-Rusín – polsko-czeskie przejście graniczne małego ruchu granicznego położone w województwie opolskim, w powiecie głubczyckim, w gminie Głubczyce, w miejscowości Gadzowice, zlikwidowane w 2007.

## Opis
Przejście graniczne Gadzowice-Rusín zostało utworzone 24 lipca 2006. Czynne było codziennie w godz. 6.00–22.00. Dopuszczony był ruch pieszych, rowerzystów, motorowerów o pojemności skokowej silnika do 50 cm³ i transportem rolniczym. Odprawę graniczną i celną wykonywały organy Straży Granicznej. Doraźnie kontrolę graniczną i celną osób, towarów oraz środków transportu wykonywała Placówka SG w Pietrowicach.
Do przejścia można było dojechać z miejscowości Głubczyce, dalej Gadzowice do granicy państwowej z Republiką Czeską.
21 grudnia 2007 na mocy układu z Schengen przejście graniczne zostało zlikwidowane.

## Galeria

Przejście graniczne Gadzowice-Rusín
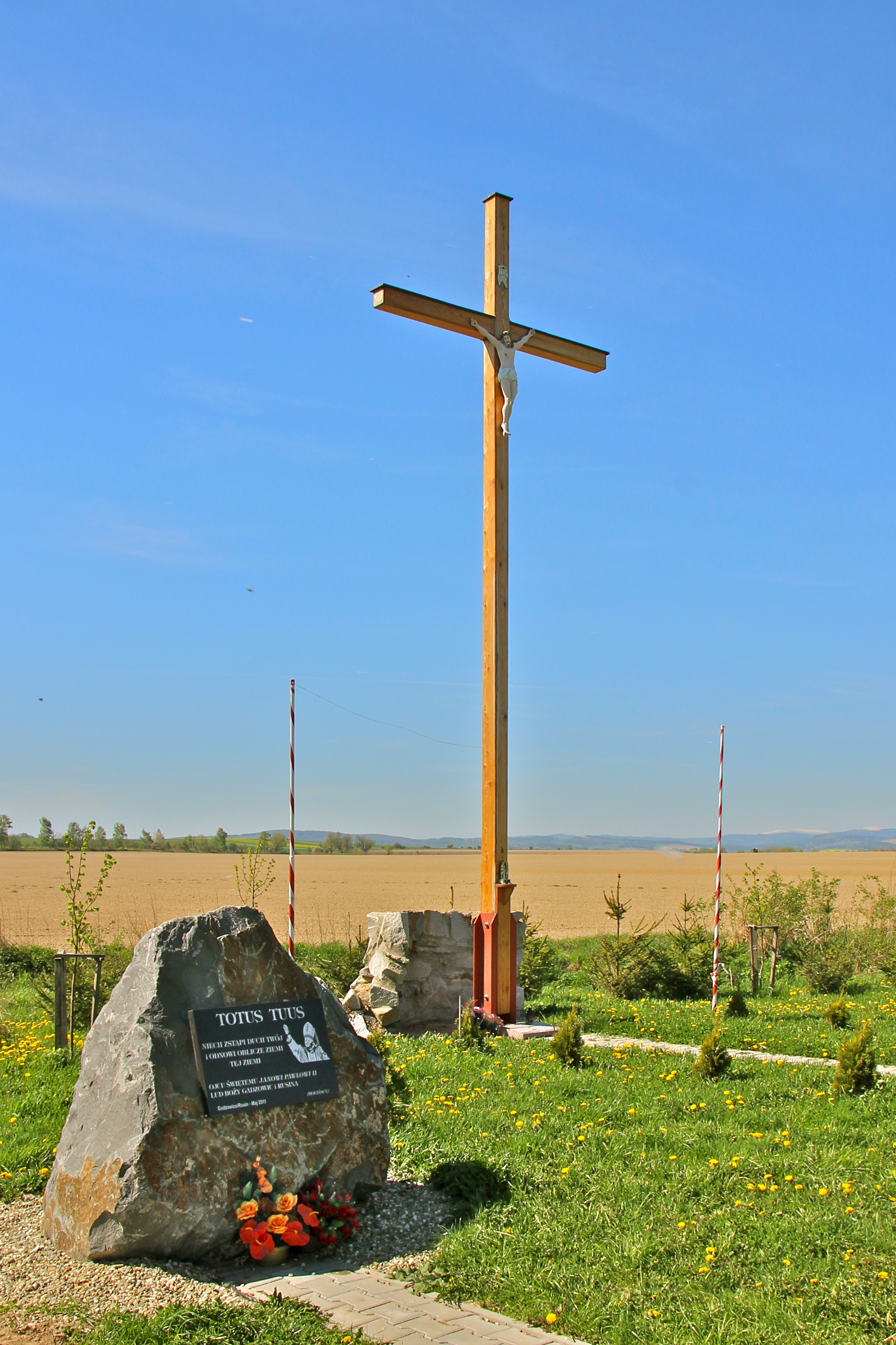
(kwiecień 2012)
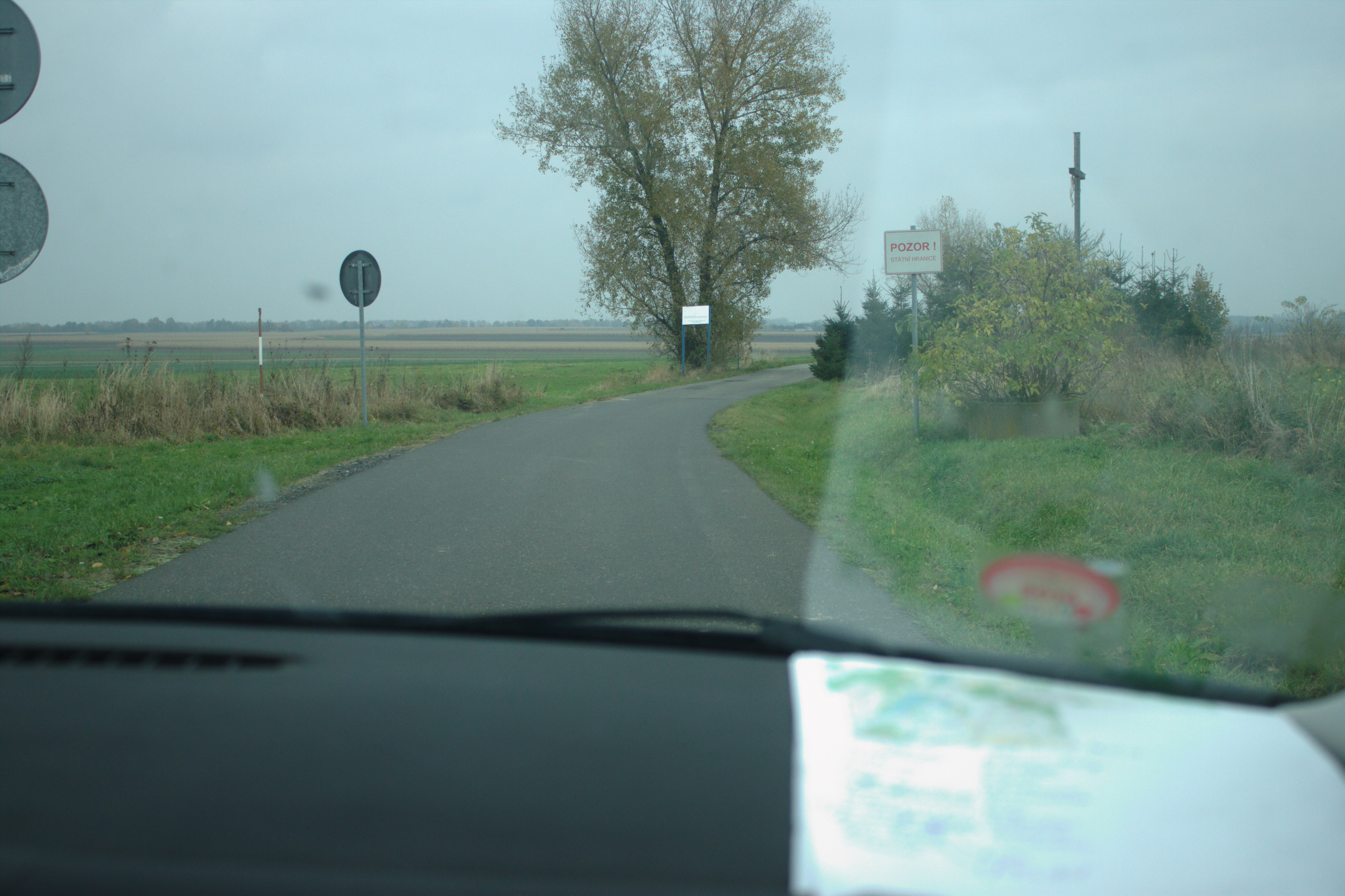
Widok od strony czeskiej (październik 2016)